# Meloidogyne naasi
Espèce
Meloidogyne naasi (nématode à galles des racines de céréales) est une espèce de nématodes parasites des plantes appartenant à la famille des Heteroderidae.